# Rex Walheim
Rex Joseph Walheim (* 10. října 1962, Redwood City, Kalifornie) je americký astronaut. Letěl jako letový specialista v raketoplánu na misích STS-110, STS-122 a STS-135. Při misích provedl pět výstupů do otevřeného prostoru v celkové délce 36 hodin a 23 minut.

## Životopis

### Vzdělání a vojenská kariéra
Rex Walheim vystudoval střední školu ve městě San Carlos v Kalifornii a v roce 1984 získal bakalářský titul v oboru strojírenství na Kalifornské univerzitě ve městě Berkeley. V roce 1989 získal titul magistra v oboru strojírenské technologie na University of Houston.
Rex Walheim vstoupil do US Air Force jako podporučík v květnu 1984. V říjnu 1986 byl přeložen do Johnsonova vesmírného střediska v Houstonu kde pracoval jako inženýr na podvozcích raketoplánů a brzdách. V srpnu 1989 byl převelen na velitelství letectva v Colorado Springs, kde byl ředitelem programu modernizace radarů protiraketové obrany.

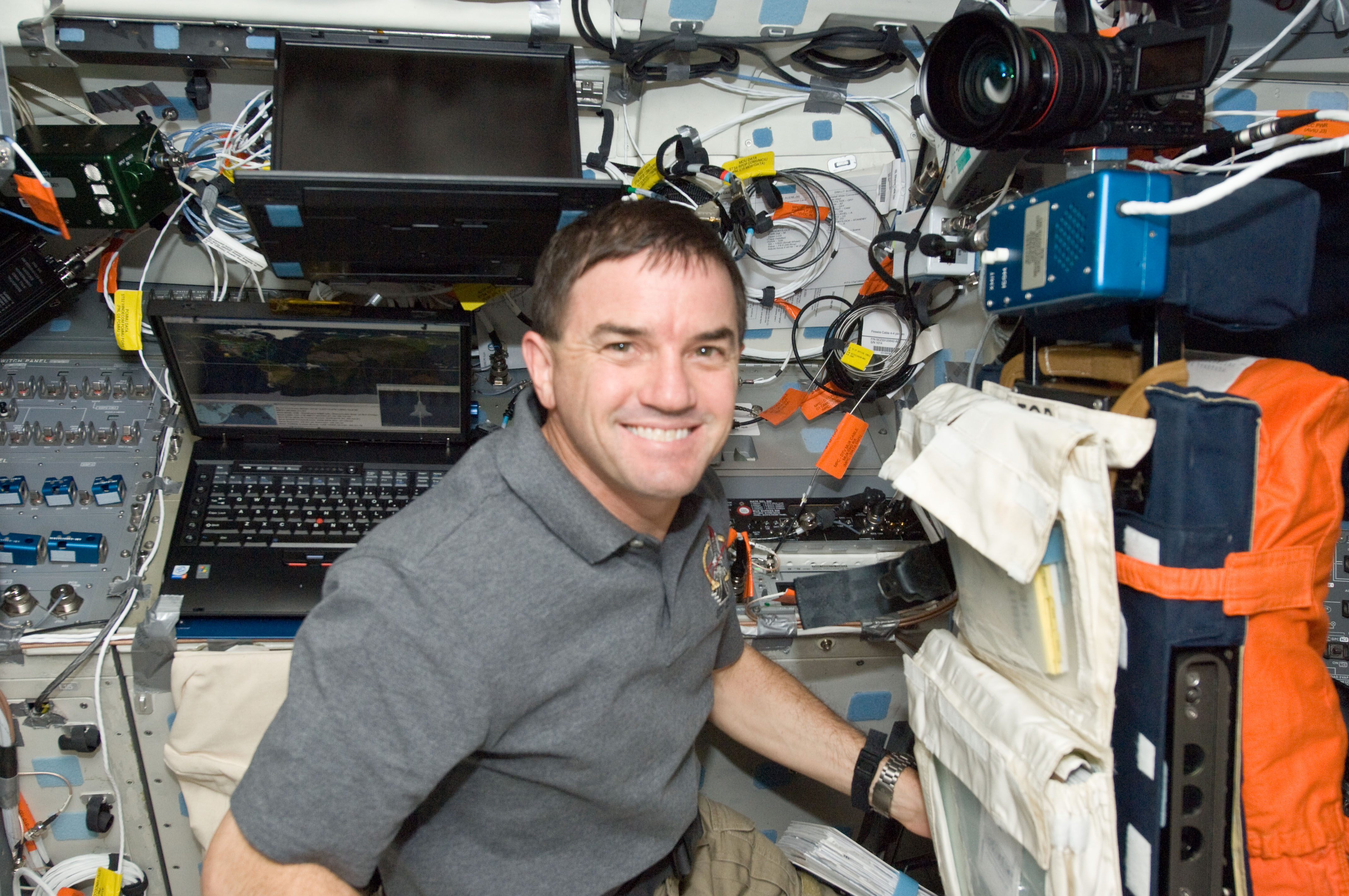
Rex Walheim na palubě Atlantis

V roce 1991 byl vybrán do školy pro testovací piloty. Kurz absolvoval na Edwards Air Force Base v Kalifornii. Po dokončení kurzu létal na strojích General Dynamics F-16 Fighting Falcon a působil i jako projektový manažer.

### Vstup do NASA
Rex Walheim byl vybrán do NASA v roce 1996. Po dvouletém výcviku získal kvalifikaci letového specialisty. Stal se 413. člověkem ve vesmíru. Poprvé letěl do vesmíru v roce 2002 jako člen mise STS-110, jejímž cílem byla doprava a montáž nosníku S-0 na Mezinárodní vesmírnou stanici. Rex Walheim při ní uskutečnil dva výstupy do vesmíru (EVA).
Podruhé startoval na misi STS-122, která dopravila k ISS evropský laboratorní modul (Columbus). Rex Walheim uskutečnil tři výstupy do vesmíru (EVA). V roce 2011 letěl na misi STS-135, jejímž cílem bylo zásobování ISS. Současně to byl poslední let raketoplánu.

### Lety do vesmíru
- STS-110 Atlantis, start 8. dubna 2002, přistání 19. dubna 2002;
- STS-122 Atlantis, start 7. února 2008, přistání 20. února 2008;
- STS-135 Atlantis, start 8. července 2011, přistání 21. července 2011.

### Soukromí
Rex Walheim je ženatý s Margie Dotsonovou a mají spolu dvě děti. Mezi jeho záliby patří fotbal, turistika, lyžování a softball.